# Климантова, Галина Ивановна
Гали́на Ива́новна Климантова (род. 27 июля 1944, с. Невьянское, Алапаевский район, Свердловская область, РСФСР, СССР) — российский учёный, политический деятель, депутат Государственной Думы ФС РФ первого созыва (1993—1995), доктор политических наук, профессор, действительный государственный советник Российской Федерации 3-го класса.

## Биография
Получила высшее образование по специальности «филолог, журналист» в Уральском государственном университете. Работала в сельской школе учителем. Работала редактором молодёжной газеты, республиканского радио, была секретарём совета профсоюзов Удмуртской АССР. С 1987 года работала в республиканском Союзе женщин России председателем, с 1991 года — в Совете Министров Удмуртской Республики заведующей отделом по делам семьи и демографической политике.
В 1993 году избрана депутатом Государственной думы Федерального Собрания Российской Федерации первого созыва. В Государственной думе была председателем Комитета по делам женщин, семьи и молодежи, входила во фракцию «Женщины России».
В 1996 по 2001 год работала в Аппарате Совета Федерации ФС РФ начальником отдела социальной политики Информационно-аналитического управления, заместителем начальника Информационно-аналитического управления. В 1997 году Указом Президента РФ присвоен квалификационный разряд действительного государственного советника Российской Федерации 3 класса.
В 1997 году защитила диссертацию на соискание учёной степени кандидата политических наук. В 2002 году защитила диссертацию на соискание учёной степени доктора политических наук по теме «Государственная семейная политика в процессе социально-политической трансформации современной России».
В 2008 году — проректор Российского государственного социального университета, вице-президент Национального общественного комитета «Российская семья».
В 2011 году работала в Совете Федерации ФС РФ помощником заместителя председателя.

## Награды и звания
- Премия Правительства Российской Федерации в области образования[8]
- Заслуженный работник культуры Удмуртии[3]
- Медаль «Трудовая доблесть России»[9]